# Zhong Man
Zhong Man (chiń. upr. 仲满; chiń. trad. 仲滿; pinyin Zhòng Mǎn; ur. 28 stycznia 1983 w Nantong) – chiński szablista, złoty medalista igrzysk olimpijskich, wielokrotny mistrz Azji.
Podczas igrzysk olimpijskich w Pekinie w 2008 roku zdobył złoty medal w zawodach indywidualnych. W finale pokonał Francuza Nicolasa Lopeza 15:9. Zajął tam również szóste miejsce drużynowo. Na rozgrywanych cztery lata później igrzyskach olimpijskich w Londynie był dziewiąty indywidualnie i szósty drużynowo.
Na igrzyskach azjatyckich w Kantonie w 2010 roku zdobył złoty medal w zawodach drużynowych i srebrny w indywidualnych. Ponadto wielokrotnie zdobywał medale mistrzostw Azji, w tym złote: indywidualnie na MA w Bangkoku (2008) oraz drużynowo podczas MA w Nantong (2007), MA w Bangkoku (2008), MA w Doha (2009), MA w Seulu (2010) i MA w Wakayamie (2012).
Zwycięzca rozgrywanego w Warszawie turnieju O Szablę Wołodyjowskiego (2008), zaliczanego do klasyfikacji Pucharu Świata.